# Dekhatbhuli
Dekhatbhuli (en népalais : देखतभुली) est un comité de développement villageois du Népal situé dans le district de Kanchanpur. Au recensement de 2011, il comptait 18 578 habitants.